# Олексіївка (Хмельницький район)
Олексі́ївка — село в Україні, у Старосинявській селищній громаді Хмельницького району Хмельницької області. 

## Історія
7 (20) листопада 1917 року, відповідно до Третього Універсалу Української Центральної Ради, увійшло до складу Української Народної Республіки.
12 червня 2020 року, відповідно до розпорядження Кабінету Міністрів України № 727-р «Про визначення адміністративних центрів та затвердження територій територіальних громад Хмельницької області», увійшло до складу Старосинявської селищної громади.
19 липня 2020 року, в результаті адміністративно-територіальної реформи та ліквідації Старосинявського району, село увійшло до складу новоутвореного Хмельницького району.

## Населення
Населення становить близько 685 осіб.

### Мова
Розподіл населення за рідною мовою за даними перепису 2001 року:
| Мова       | Кількість | Відсоток |
| ---------- | --------- | -------- |
| українська | 682       | 99.56%   |
| російська  | 3         | 0.44%    |
| Усього     | 685       | 100%     |

## Відомі особистості
В поселенні народився:
- Попик Олександр Федорович (* 1961) — український педагог.

## Галерея

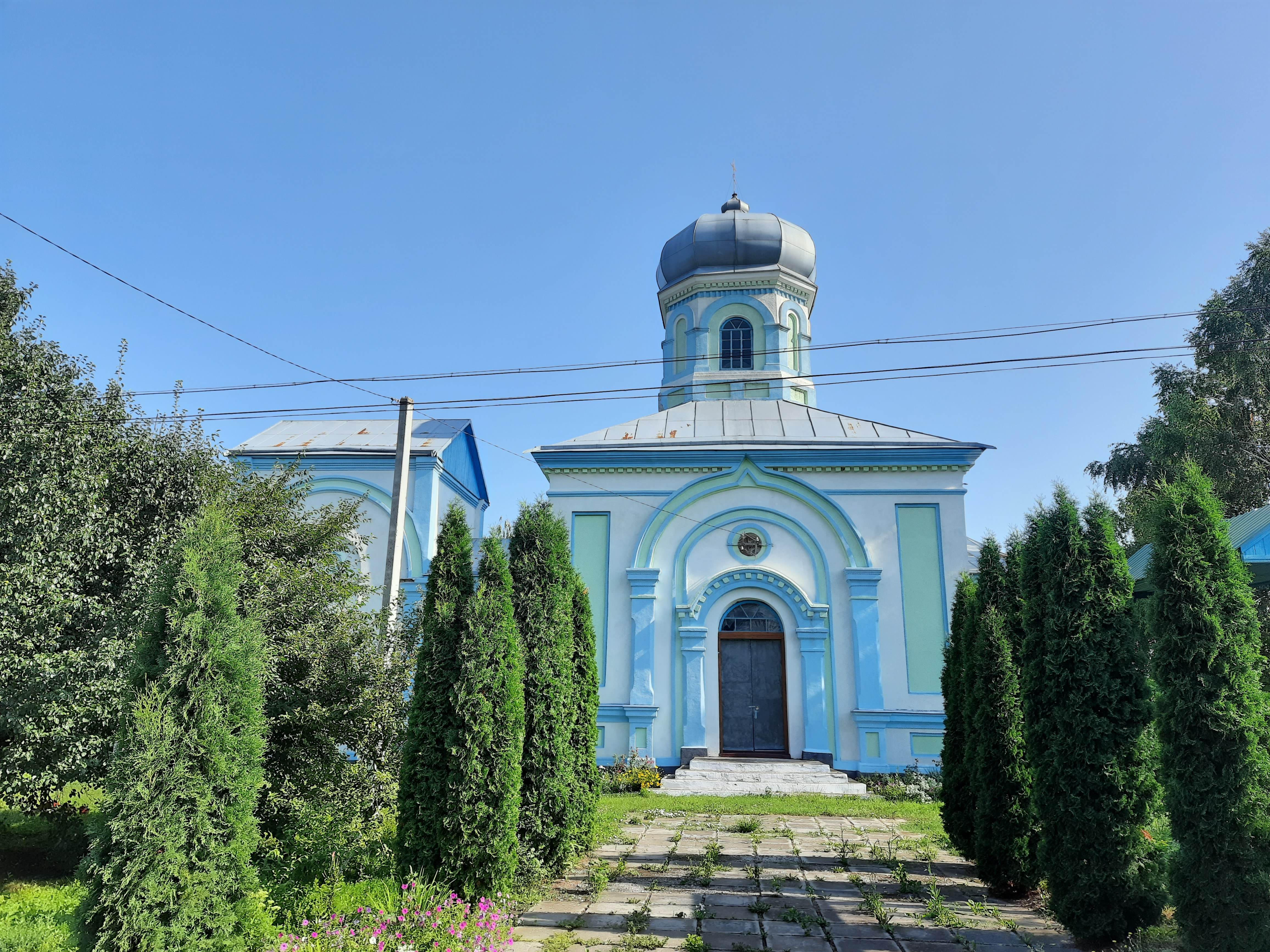
Успенська церква
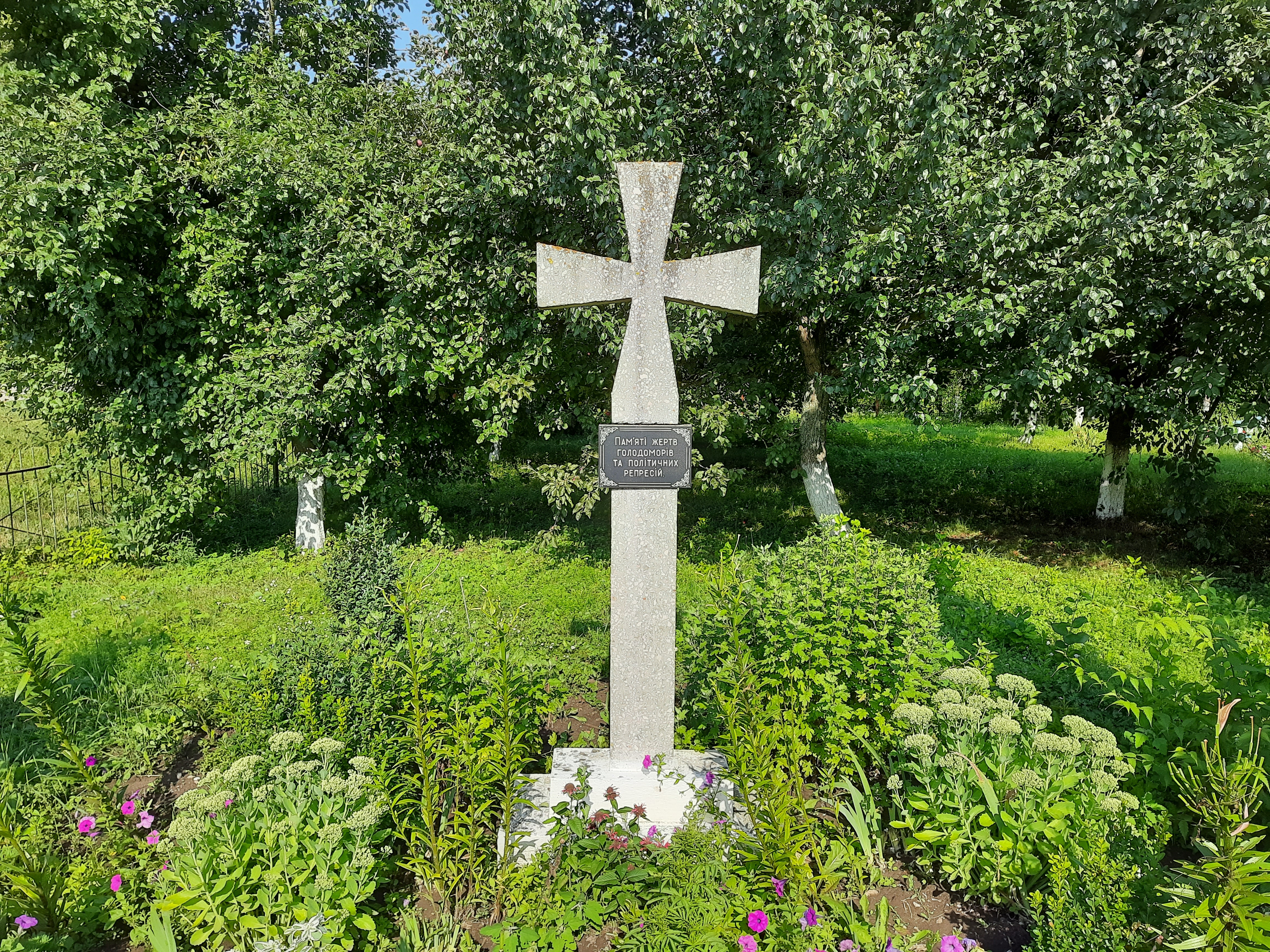
Пам'ятний знак жервам голодомору
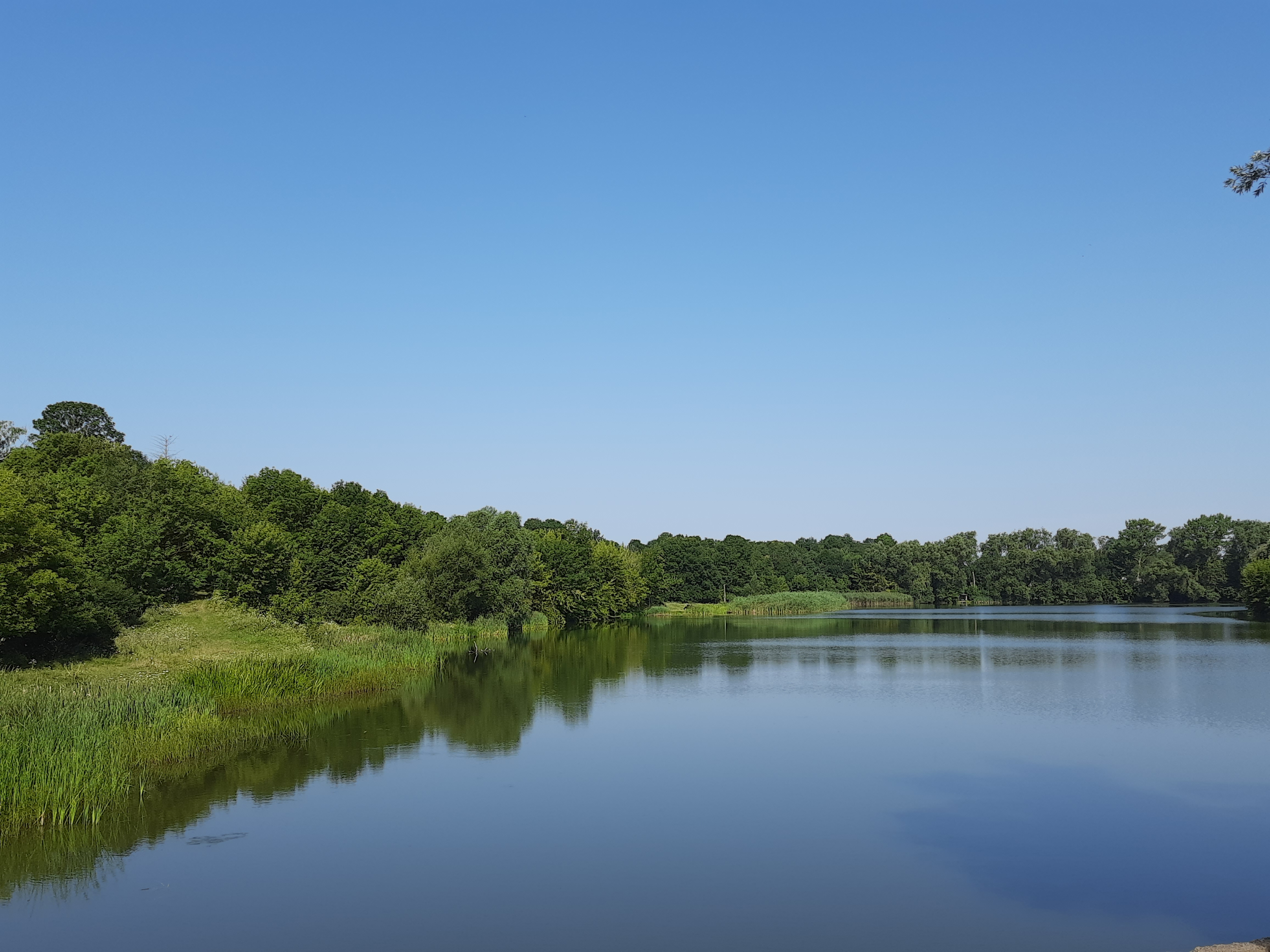
Став біля села
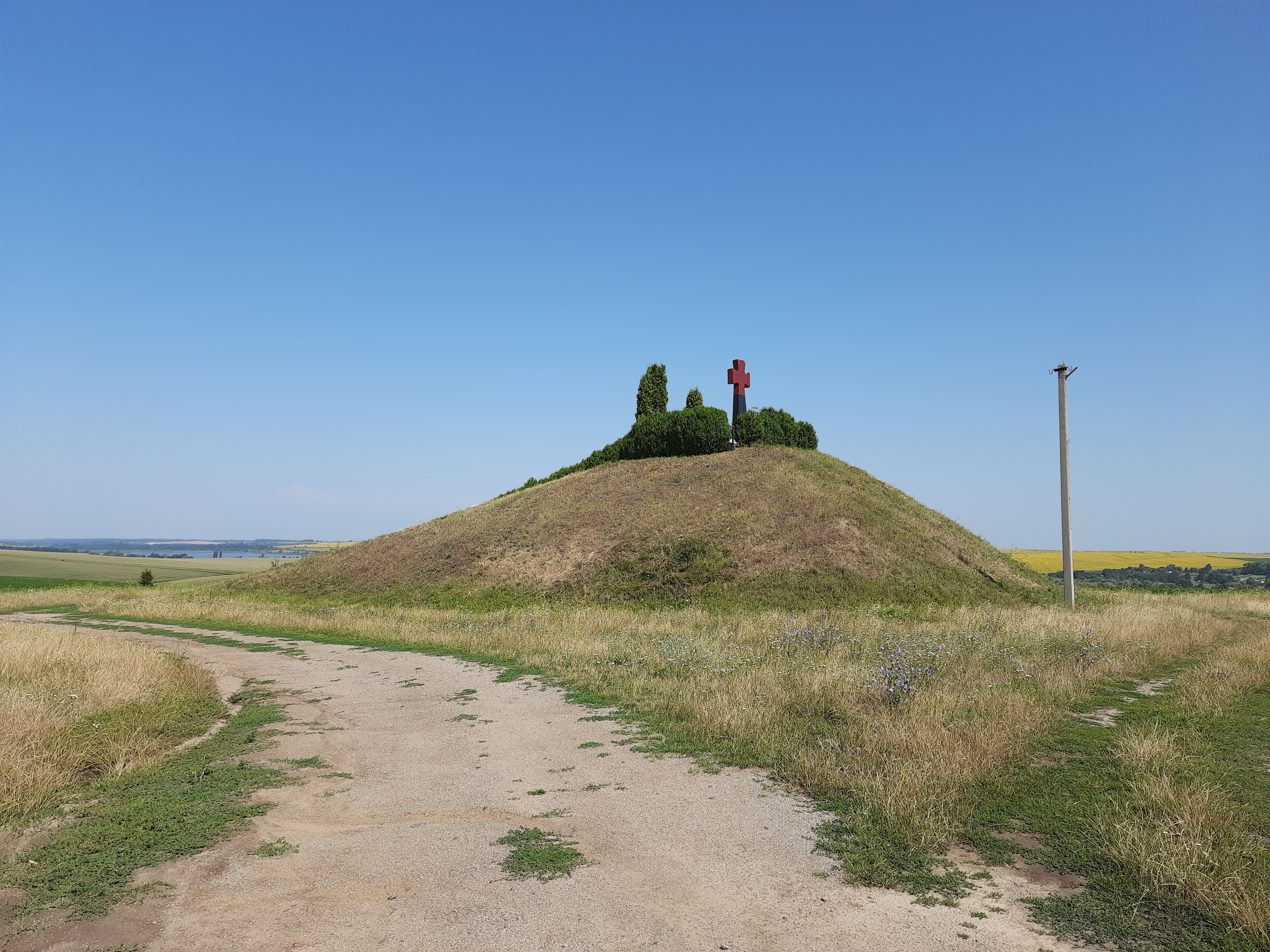
Курган козацької слави на місці Пилявецької битви 1648р.
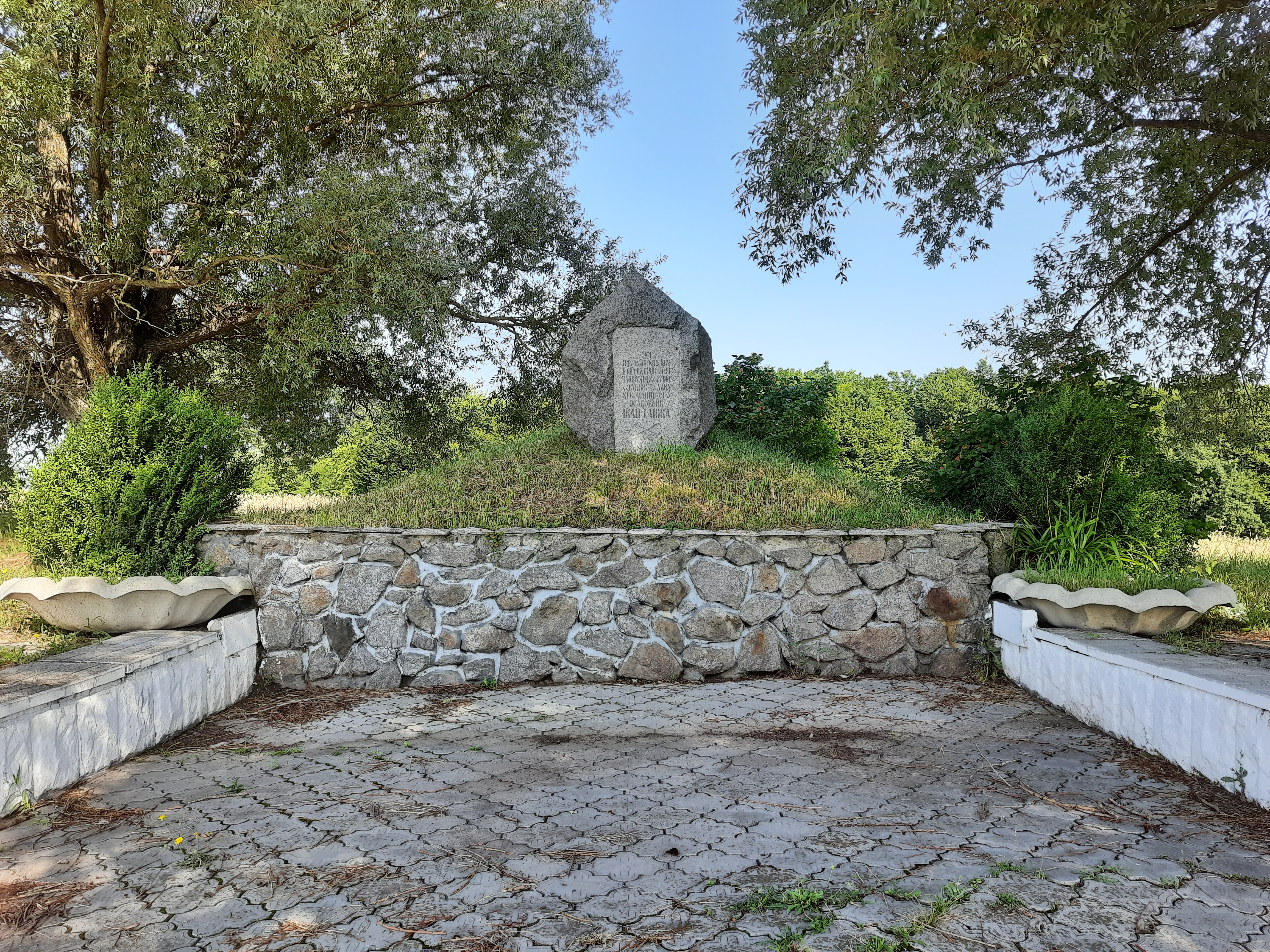
Могила уманського полковника і соратника Богдана Хмельницького Івана Ганжі
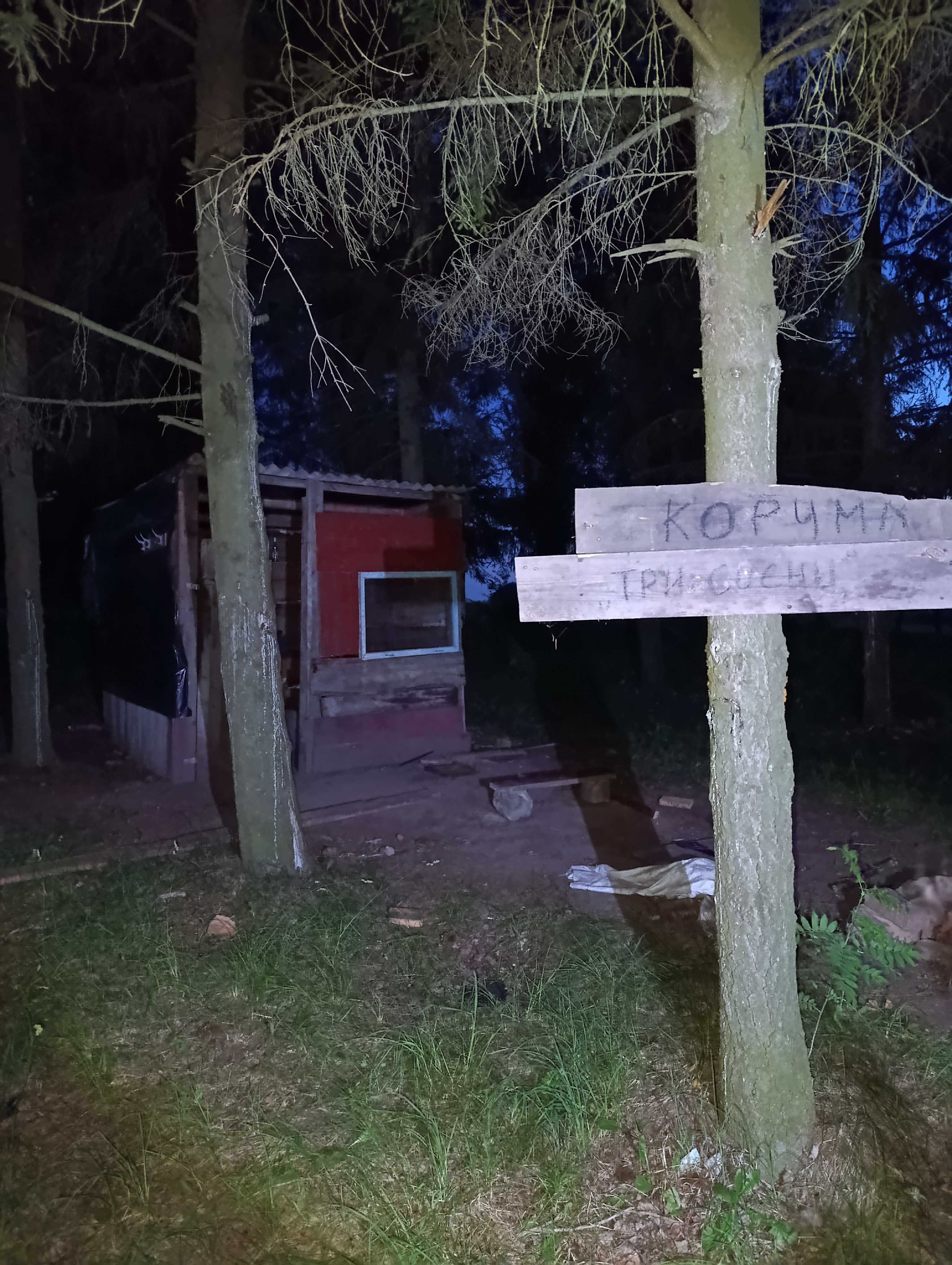
Легендарна корчма "Три сосни"